# 버스커 버스커
버스커 버스커(Busker Busker)는 대한민국의 인디 록밴드이다. 버스커 버스커는 2011년 슈퍼스타K 3에 참가해 준우승을 차지했다. 이후 2012년 3월 29일 첫 정규 앨범 《버스커 버스커 1집》을 발표했고, 2012년 6월 21일 EP 《버스커 버스커 1집 마무리》를 발표했으며, 2013년 9월 25일 《버스커 버스커 2집》을 발표했다.

## 활동

### 2011–12: 결성 과정 및 《슈퍼스타 K3》
버스커 버스커의 장범준과 김형태는 원래 상명대학교 천안캠퍼스 애니메이션학과의 선후배 사이였고, 브래드는 상명대학교의 영어 강사였다. 장범준은 거리의 악사란 뜻의 버스커를 두 번 사용한 '버스커 버스커'라는 밴드를 만들었는데, 버스커 버스커는 20명으로 이루어져 있었고, 천안의 거리공연 문화를 만들어보자는 목적에서 결성되었다. 이들은 천안을 중심으로 활동했으며 신부동, 공원, 대학교, 각종 행사 등에서 여건에 따라 2인조에서 6인조 이상의 멤버로 활동했다. 버스커 버스커는 자신들의 음악을 시험하기 위해 천안에서 홍대로 거리 공연을 하러 올라왔는데, 이러던 중 KBS 《다큐멘터리 3일》 제작진 눈에 띄어 잠시 출연하기도 했다. 2011년 4월, 장범준은 Mnet 《슈퍼스타K 3》에 참가했는데, 버스커 버스커라는 거리문화활동을 알리고 싶어서 재미로 참가했다고 한다. 오디션 지역 예선 당시 멤버들 중 장범준, 브래드, 김형태가 시간이 되어 3명으로 참가했는데, 이것이 지금의 멤버 구성으로 이어지게 되었다.
버스커 버스커는 2011년에 《슈퍼스타K 3》 방송에 참여하여 인지도를 얻었다. 처음에 장범준이 슈퍼스타K 3 전화 예선에 참가하여 합격하게 된다. 자작곡 〈이상형〉과 박지윤의 〈성인식〉으로 본선에 진출한 버스커 버스커는 슈퍼위크에서 투개월과 함께 〈줄리엣〉을 부른다. 그러나 이미 두 팀의 밴드가 합격된 상황에서 버스커 버스커는 탈락하게 된다. 당시 장범준은 "만족하고 있고요 여기까지 인정해 주셨다는 게 너무 감사하고 너무 행복했습니다."라는 마지막 인터뷰를 남기고 멤버들과 천안으로 돌아간다. 그러나 밴드로서 Top 10에 들었던 예리밴드가 갑작스럽게 이탈하면서 기회를 얻어 또 다른 밴드팀 헤이즈와 Top 11으로 9월 30일에 첫 생방송 무대를 가졌다. 이 무대에서 부른 김광진의 〈동경소녀〉로 Top 9에 드는데 성공했으며, 또한 이 곡은 가온 차트 등의 음원차트에서 높은 순위를 차지하였고, 빌보드 K-Pop 차트 1위를 달성하기도 했다. 이후 〈정류장〉, 〈막걸리나〉 등의 곡으로 경연에 참가해 Top 2까지 진출했으며, 온라인 사전투표에서는 생방송이 진행되는 6주 동안 계속해서 1위를 차지하기도 했다. 울랄라 세션과의 결승전에서 준우승을 하였으며 결승전에서 발표한 〈서울사람들〉이 각종 온라인 차트에서 1위를 차지하였다.

### 2012–13: 《버스커 버스커》 1집과 2집

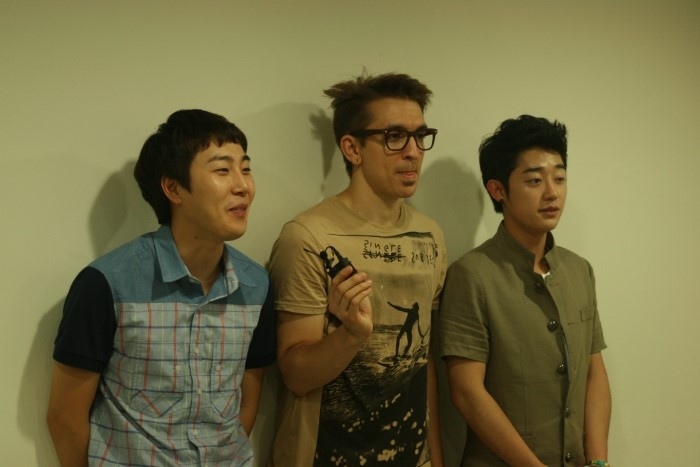
2012년 6월 15일 2012 여수 엑스포에서 버스커 버스커.

버스커 버스커는 2012년 3월 29일 데뷔 앨범이자 첫 정규 앨범 《버스커 버스커 1집》을 발매했다. 타이틀곡 〈벚꽃 엔딩〉은 가온 디지털 종합 차트에서 1위를 차지했고, 〈첫사랑〉, 〈여수밤바다〉가 뒤이어 2위와 3위에 오르는 등, 10위권 안에 6곡이나 진입시켰다. 뿐만 아니라 빌보드 K-Pop 차트에서 〈벚꽃 엔딩〉이 역시 1위에 올랐고, 10위권에 5곡을 진입시켰다. 또한 가온 앨범 차트에서도 1위를 했다. 이후 앨범은 꾸준히 팔리며 2012년 5월에는 10만 장을 돌파했다. 가온 차트에 따르면 2012년 5월까지 버스커 버스커는 데뷔 앨범 11곡의 총 다운로드 수가 1,300만 건을 돌파했다고 발표했는데, 제일 많이 다운로드된 〈벚꽃 엔딩〉 (218만 건)을 포함해 11곡 중 6곡이 100만 건을 돌파했다. 2012년 5월 4일부터는 서울 연세대학교 백주년기념관을 시작으로 버스커 버스커는 첫 단독 콘서트 〈청춘버스〉를 개최했고, 6월 2일 대구를 마지막으로 모두 매진되며 성황리에 끝났다. 2012년 6월 21일에는 첫 앨범에 이은 미니 앨범 《버스커 버스커 1집 마무리》를 발매했다. 이 앨범에 수록된 노래들은 원래 데뷔 앨범에 수록될 예정이었지만, "봄"과 "여름"이라는 테마가 다르기 때문에 따로 발매했다. 데뷔 앨범과 테마는 다르지만 유사하므로 마무리라는 제목을 붙였다. 《버스커 버스커 1집 마무리》는 빌보드 K-Pop 차트에서〈정말로 사랑한다면〉으로 1위는 물론 10위권에 4곡을 올리며 전 앨범 못지않은 인기를 구가했다. 가온 차트에서도 역시 10위권에 4곡을 진입시켰고, 앨범 차트에서도 1위에 올랐다. 버스커 버스커는 6월 22일, 23일 양일간에 걸쳐 서울 올림픽공원 올림픽홀에서 열리는 〈청춘버스〉 앙코르 콘서트를 마지막으로 첫 앨범 활동을 끝냈다.
활동을 중단한 뒤 휴식기가 길어지자 끊임없이 해체설이 나오다가 2013년 3월 5일, 신생 기획사 청춘뮤직이 버스커 버스커와 첫 전속 계약을 했다고 발표했다. 그동안은 버스커 버스커는 소속사 없이 CJ E&M으로부터 매니지먼트를 받아왔었다. 청춘뮤직은 버스커버스커 1집을 함께 만들었던 엠넷의 김지웅 PD가 세운 기획사로 알려졌다. 같은 달 20일에는 1집 수록곡 다수가 각종 음원 차트에서 상위권으로 재진입하였으며, '벚꽃 엔딩'은 음원 차트에서 다시 1위에 오르는 현상이 벌어져 기사화되기도 했다.
2013년 9월 25일에는 두 번째 정규 앨범 《버스커 버스커 2집》이 발매되었다. 2집 앨범의 발매를 기념해 2013년 10월 3일 부산 벡스코를 시작으로, 10월 20일 대구 엑스코, 11월 1일과 2일 양일간 서울 올림픽 체조경기장에서 "2013 버스커버스커 콘서트"를 했다.
한편 버스커 버스커의 장범준은 배우 송지수 (송승아)와 결혼할 예정이다. 소속사 청춘뮤직에 따르면 "원래 장범준은 군 입대를 계획하고 있었으나 태어날 아이가 생겨 결혼을 결정하게 됐다."라고 말했다. 장범준의 결혼 계획과 함께 버스커버스커 활동은 잠시 중단할 예정이며 거리문화사업을 할 뜻을 밝혔다

### 2014년 ~ 현재
2014년 4월 12일, 장범준과 송지수(송승아)는 결혼을 했다. 장범준은 천안에서부터 해왔던 거리문화 활성화 사업을 계속 할 계획이다.
2014년 8월 19일에는 《장범준 1집》을 발표하였으며, 2016년 3월 25일 [당신만이]라는 타이틀곡과 함께 《장범준 2집》을 발표하였다. 곧이어 군대에서 전역한 뒤 《장범준 3집》을 발표했다.

## 논란
- 2013년 8월 22일 멤버 김형태는 자신의 트위터에 부적절한 발언을 했다. 곧바로 글을 삭제하고, 3일 뒤인 8월 25일 "경솔한 단어 사용으로 죄송하다."라고 밝혔다.[25]
- 2013년 10월 3일 부산 벡스코에서 공연을 하던 중 브래드는 방송 활동으로 인연을 맺은 어르신들을 향해 "할머니 사랑해요"라고 외치자, 김형태가 "Do you know 은교?"라고 말했다. 이에 논란이 되자 김형태와 소속사 청춘뮤직은 다시 한번 "저의 경솔한 단어 사용으로 인해 많은 분들께 심려를 끼쳐 드려 진심으로 죄송하다"고 밝혔다.[26]

## 이전 구성원
| 이름   | 소개 |
| ------ | --- |
| 장범준 | - 생년월일 : 1989년 5월 16일(35세) - 출생지 : 대한민국 광주광역시 북구 - 학력 : 상명대학교 만화디지털콘텐츠학부 디지털콘텐츠전공 - 포지션 : 리더, 메인보컬, 기타 - 활동 기간 : 2011년 ~ 2013년                     |
| 브래드 | - 본명 : Bradley Ray Moore - 생년월일 : 1984년 8월 3일(40세) - 출생지 : 미국 오하이오주 신시내티 - 학력 : 미주리 대학교 - 포지션 : 드럼 - 활동 기간 : 2011년 ~ 2013년 - 특이사항 : 전 상명대학교 영어영문학부 교수 |
| 김형태 | - 생년월일 : 1991년 12월 21일(33세) - 출생지 : 대한민국 경상남도 김해시 - 학력 : 상명대학교 만화디지털콘텐츠학부 애니메이션전공 - 포지션 : 베이스 기타, 백 보컬 - 활동 기간 : 2011년 ~ 2013년                      |

## 광고 활동
- 2012년 6월 - 동아오츠카 데미소다[27]
- 2012년 6월 - KT 올레 LTE WARP (군대, 구조, 워터 슬라이드, 가변차선, 택배, 백화점 세일, 챌린지 오션월드, 챌린지 해운대, 챌린지 베니건스, 축구, 스타디움, 올림픽 응원송, 갤럭시 요금)[28]
- 2012년 7월 - 삼성전자 올인원PC[29]
- 2012년 8월 - 제일모직 바이크 리페어 샵(BIKE REPAIR SHOP)[30]

## 음반 목록
정규 음반
- 《버스커 버스커 1집》 (2012년)
- 《버스커 버스커 2집》 (2013년)

EP 음반
- 《버스커 버스커 1집 마무리》 (2012년)

## 콘서트
슈퍼스타K 3 Top11 콘서트
- 2011–12:〈슈퍼스타K 3 Top11 콘서트〉

단독 콘서트
- 2012: 〈청춘버스〉
  - 2012년 5월 4일 ~ 6일 - 서울 (연세대학교 백주년기념관)
  - 2012년 5월 12일 - 전주 (전북대학교 삼성문화관)
  - 2012년 5월 19일 - 울산 (울산 KBS홀)
  - 2012년 5월 26일 - 부산 (부산 KBS홀)
  - 2012년 6월 2일 - 대구 (엑스코 오디토리움)
  - 2012년 6월 22일 ~ 23일 - 서울 (올림픽공원 올림픽홀, 앵콜 콘서트)

- 2013
  - 2013년 10월 3일 - 부산 (벡스코)
  - 2013년 10월 20일 - 대구 (엑스코)
  - 2013년 11월 1일 ~ 2일 - 서울 (올림픽공원 체조경기장)

기타
- 2012년 6월 9일〈2012 레인보우 뮤직캠핑 페스티벌〉
- 2012년 6월 10일〈효리의 GOLDEN 12 콘서트〉
- 2012년 6월 24일〈가인과 특별한 만남 투게더〉
- 2012년 7월 29일〈2012 지산밸리 록 페스티벌〉

## 수상 내역
| 연도   | 수상 내용 |
| ------ | --- |
| 2011년 | - Mnet 슈퍼스타K 3 준우승 |
| 2012년 | - 제 6회 《Mnet 20's Choice》 20's 온라인 뮤직상 - 《Mnet 아시안 뮤직 어워드》 남자 신인상 - 《Mnet 아시안 뮤직 어워드》 베스트 밴드 퍼포먼스 - 제 4회 《멜론 뮤직 어워드》TOP10 - 제 4회 《멜론 뮤직 어워드》앨범상 |
| 2013년 | - 제 2회 《가온 차트 K-POP 어워드》올해의 가수상 음원부문 4월 - 제 10회 《한국 대중 음악상》최우수 팝 음반 - 제 10회 《한국 대중 음악상》최우수 팝 노래 - 제 10회 《한국 대중 음악상》네티즌선정 올해의 음악인-그룹부문 - 제 5회 《멜론 뮤직 어워드》TOP10 - 제 5회 《멜론 뮤직 어워드》앨범상 - 《Mnet 아시안 뮤직 어워드》베스트 밴드 퍼포먼스 |

### 가요 프로그램 1위
| 연도            | 수상 내역 (총 10회) |
| --------------- | --- |
| 2012년 (총 1회) | - 벚꽃 엔딩 (총 1회) - 4월 12일 M.net 《엠카운트다운》 1위 |
| 2013년 (총 9회) | - 벚꽃 엔딩 (총 1회) - 3월 27일 KMTV 《뮤직 트라이앵글》 1위 - 처음엔 사랑이란게 (총 8회) - 10월 3일 M.net 《엠카운트다운》 1위 - 10월 4일 KBS 《뮤직뱅크》 K-Chart 1위 - 10월 5일 MBC 《쇼음악중심》 1위 - 10월 6일 SBS 《인기가요》 1위 - 10월 9일 MBC MUSIC 《쇼챔피언》 챔피언송 - 10월 10일 M.net 《엠카운트다운》 1위 (2주 연속) - 10월 11일 KBS 《뮤직뱅크》 K-Chart 1위 (2주 연속) - 10월 12일 MBC 《쇼음악중심》 1위 (2주 연속) |